# Санкт-Мартін-ам-Тенненгебірге
Санкт-Мартін-ам-Тенненгебірге — містечко та громада в австрійській землі Зальцбург. Місто належить округу Санкт-Йоганн-ім-Понгау.

## Галерея

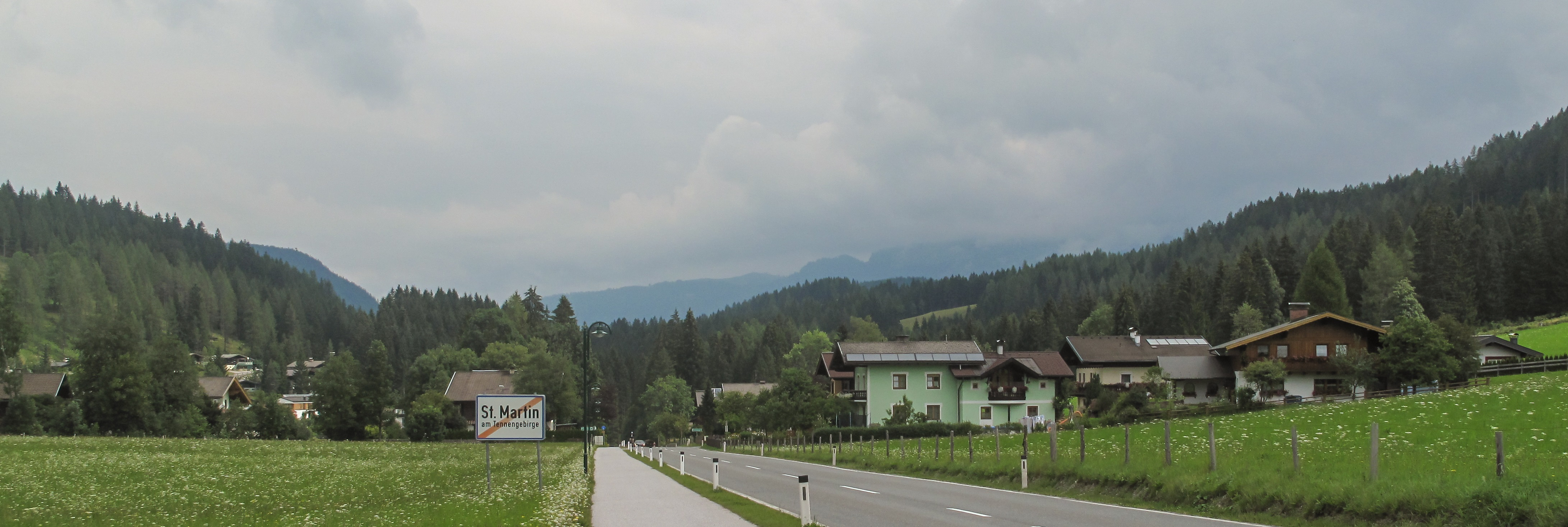
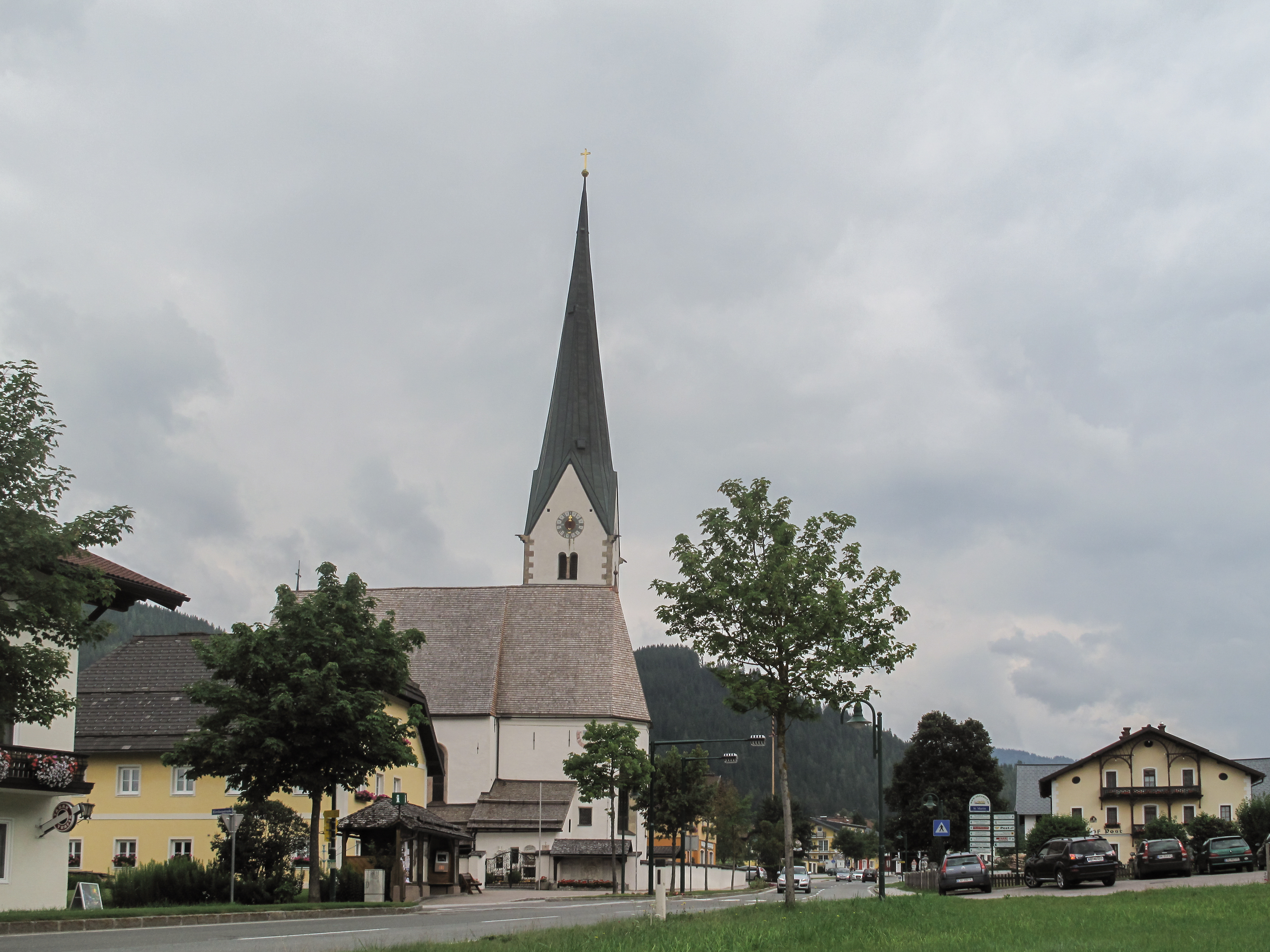